# ایستگاه نورث یورک سنتر
ایستگاه نورث یورک سنتر (انگلیسی: North York Centre station) یک ایستگاه متروی زیرزمینی در خط یک یانگ–یونیورسیتی متروی تورنتو است. این ایستگاه در زیر خیابان یانگ واقع شده‌است، جایی که با خیابان پارک هوم و خیابان امپرست قطع می‌شود.